# 1re cérémonie des Satellite Awards
La 1re cérémonie des Satellite Awards, décernée par The International Press Academy, a lieu le 15 janvier 1997 et a récompensé les films, téléfilms et séries télévisées produits l'année précédente.

## Palmarès

### Cinéma

#### Meilleur film dramatique
- Fargo
  - Le Patient anglais (The English Patient)
  - Lone Star
  - Secrets et Mensonges (Secrets and Lies)
  - Shine
  - Trainspotting

#### Meilleur film musical ou comédie
- Evita
  - La Ferme du mauvais sort (Cold Comfort Farm)
  - Tout le monde dit I love you (Everyone Says I Love You)
  - Flirter avec les embrouilles (Flirting with Disaster)
  - Swingers

#### Meilleur réalisateur
- Joel et Ethan Coen pour Fargo
  - Scott Hicks pour Shine
  - Mike Leigh pour Secrets et Mensonges (Secrets and Lies)
  - Anthony Minghella pour Le Patient anglais (The English Patient)
  - Lars von Trier pour Breaking the Waves

#### Meilleur acteur dans un film dramatique
(ex æquo)
- Geoffrey Rush pour le rôle de David Helfgott dans Shine
- James Woods pour le rôle de Carl Panzram dans Killer : Journal d'un assassin (Killer: A Journal of Murder)
  - Christopher Eccleston pour le rôle de Jude Fawley dans Jude
  - Ralph Fiennes pour le rôle de Laszlo de Almásy dans Le Patient anglais (The English Patient)
  - William H. Macy pour le rôle de Jerome Lundegaard dans Fargo
  - Billy Bob Thornton pour le rôle de Karl Childers dans Sling Blade

#### Meilleure actrice dans un film dramatique
- Frances McDormand pour le rôle de Marge Gunderson dans Fargo
  - Brenda Blethyn pour le rôle de Cynthia Rose Purley dans Secrets et Mensonges (Secrets and Lies)
  - Robin Wright Penn pour le rôle de Moll Flanders dans Moll Flanders, ou les mémoires d'une courtisane (Moll Flanders)
  - Kristin Scott Thomas pour le rôle de Katharine Clifton dans Le Patient anglais (The English Patient)
  - Emily Watson pour le rôle de Bess McNeill dans Breaking the Waves

#### Meilleur acteur dans un film musical ou une comédie
- Tom Cruise pour le rôle de Jerry Maguire dans Jerry Maguire
  - Nathan Lane pour le rôle de Albert Goldman dans Birdcage (The Birdcage)
  - Eddie Murphy pour le rôle de Sherman Klump dans Docteur Jerry et Mister Love (The Nutty Professor)
  - Jack Nicholson pour le rôle de James Dale dans Mars Attacks!
  - Stanley Tucci pour le rôle de Secondo dans À table (Big Night)

#### Meilleure actrice dans un film musical ou une comédie
- Gwyneth Paltrow pour le rôle d'Emma Woodhouse dans Emma, l'entremetteuse (Emma)
  - Glenn Close pour le rôle de Cruella DeVil dans Les 101 Dalmatiens (101 Dalmatians)
  - Shirley MacLaine pour le rôle de Grace Winterbourne dans Mrs. Winterbourne
  - Heather Matarazzo pour le rôle de Dawn Wiener dans Bienvenue dans l'âge ingrat (Welcome to the Dollhouse)
  - Bette Midler pour le rôle de Brenda Morelli Cushman dans Le Club des ex (The First Wives Club)

#### Meilleur acteur dans un second rôle dans un film dramatique
- Armin Mueller-Stahl pour le rôle de Peter Helfgott dans Shine
  - Steve Buscemi pour le rôle de Jerry Lundegaard dans Fargo
  - Robert Carlyle pour le rôle de Francis Begbie dans Trainspotting
  - Jeremy Irons pour le rôle d'Alex Parrish dans Beauté Volée (Stealing Beauty)
  - John Lynch pour le rôle de l'Artiste dans Moll Flanders, ou les mémoires d'une courtisane (Moll Flanders)
  - Paul Scofield pour le rôle du Juge Thomas Danforth dans La Chasse aux sorcières (The Crucible)

#### Meilleure actrice dans un second rôle dans un film dramatique
- Courtney Love pour le rôle d'Althea Leasure dans Larry Flynt
  - Joan Allen pour le rôle d'Elizabeth Proctor dans La Chasse aux sorcières (The Crucible)
  - Stockard Channing pour le rôle de Mme Allworthy dans Moll Flanders, ou les mémoires d'une courtisane (Moll Flanders)
  - Miranda Richardson pour le rôle de Patsy Carpenter dans Étoile du soir (The Evening Star)
  - Kate Winslet pour le rôle d'Ophelie dans Hamlet

#### Meilleur acteur dans un second rôle dans un film musical ou une comédie
- Cuba Gooding Jr. pour le rôle de Rod Tidwell dans Jerry Maguire
  - Woody Allen pour le rôle de Joe Berlin dans Tout le monde dit I love you (Everyone Says I Love You)
  - Danny DeVito pour le rôle de Harry Verdebois dans Matilda
  - Gene Hackman pour le rôle du sénateur Kevin Keeley dans Birdcage (The Birdcage)
  - Ian McKellen pour le rôle d'Amos Starkadder dans La Ferme du mauvais sort (Cold Comfort Farm)

#### Meilleure actrice dans un second rôle dans un film musical ou une comédie
- Debbie Reynolds pour le rôle de Beatrice Henderson dans Mother
  - Lauren Bacall pour le rôle de Hannah Morgan dans Leçons de séduction (The Mirror Has Two Faces)
  - Goldie Hawn pour le rôle de Steffi Dandridge dans Tout le monde dit I love you (Everyone Says I Love You)
  - Sarah Jessica Parker pour le rôle de Shelly Stewart dans Le Club des ex (The First Wives Club)
  - Renée Zellweger pour le rôle de Dorothy Boyd dans Jerry Maguire

#### Meilleur scénario original
(ex æquo)
- Lone Star – John Sayles
- Larry Flynt – Scott Alexander et Larry Karaszewski
  - Fargo – Joel et Ethan Coen
  - Shine – Jan Sardi et Scott Hicks
  - Sling Blade – Billy Bob Thornton

#### Meilleur scénario adapté
- Le Patient anglais (The English Patient) – Anthony Minghella 
  - La Chasse aux sorcières (The Crucible) – Arthur Miller
  - Jude – Hossein Amini
  - Portrait de femme (The Portrait of a Lady) – Laura Jones (en)
  - Trainspotting – John Hodge

#### Meilleure direction artistique
- Roméo + Juliette (William Shakespeare's Romeo + Juliet)
  - Le Patient anglais (The English Patient)
  - Evita
  - Hamlet
  - Portrait de femme (The Portrait of a Lady)

#### Meilleurs costumes
- Evita
  - Hamlet
  - Moll Flanders, ou les mémoires d'une courtisane (Moll Flanders)
  - Portrait de femme (The Portrait of a Lady)
  - Ridicule

#### Meilleure photographie
- Le Patient anglais (The English Patient)
  - Breaking the Waves
  - Evita
  - Hamlet
  - Roméo + Juliette (William Shakespeare's Romeo + Juliet)

#### Meilleur montage
- Independence Day – David Brenner
  - Fargo
  - Mission impossible (Mission : Impossible)
  - Le Patient anglais (The English Patient)
  - Roméo + Juliette (William Shakespeare's Romeo + Juliet)

#### Meilleurs effets visuels
- Independence Day – Volker Engel et Douglas Smith
  - Cœur de dragon (Dragonheart)
  - Mars Attacks!
  - Star Trek : Premier Contact (Star Trek: First Contact)
  - Twister

#### Meilleure musique de film
- Le Patient anglais (The English Patient) – Gabriel Yared 
  - Hamlet – Patrick Doyle
  - Mars Attacks! – Danny Elfman
  - Michael Collins  – Elliot Goldenthal
  - Sling Blade – Daniel Lanois

#### Meilleure chanson originale
- "You Must Love Me" interprétée par Madonna – Evita
  - "God Give Me Strength" – Grace of My Heart
  - "Kissing You" – Roméo + Juliette (William Shakespeare's Romeo + Juliet)
  - "That Thing You Do" – That Thing You Do!
  - "Walls" – Petits mensonges entre frères (She's the One)

#### Meilleur film étranger
- Breaking the Waves •  Danemark 
  - Azúcar amarga (en) •  Cuba
  - La Cérémonie •  France
  - Kolja •  République tchèque
  - Le Prisonnier du Caucase (Кавказский пленник) •  Russie
  - Ridicule •  France

#### Meilleur film d'animation
- Le Bossu de Notre-Dame (The Hunchback of Notre Dame)
  - James et la Pêche géante (James and the Giant Peach)
  - Mars Attacks!
  - L'Île au trésor des Muppets (Muppet Treasure Island)
  - Space Jam

### Télévision

#### Meilleure série télévisée dramatique
- X-Files : Aux frontières du réel (X-Files)
  - La Vie à tout prix (Chicago Hope)
  - Urgences (ER)
  - Homicide (Homicide: Life on the Street)
  - New York Police Blues (NYPD Blue)

#### Meilleure série télévisée musicale ou comique
- The Larry Sanders Show
  - Troisième planète après le Soleil (3rd Rock from the Sun)
  - Cybill
  - Seinfeld
  - Spin City

#### Meilleure mini-série ou téléfilm
- Les Voyages de Gulliver
  - Orgueil et Préjugés (Jane Austen’s Pride and Prejudice)
  - If These Walls Could Talk
  - The Siege at Ruby Ridge
  - The Summer of Ben Tyler (en)

#### Meilleur acteur dans une série télévisée dramatique
- David Duchovny pour le rôle de Fox Mulder dans X-Files : Aux frontières du réel (X-Files)
  - Andre Braugher pour le rôle de Frank Pembleton dans Homicide
  - Anthony Edwards pour le rôle du Dr Mark Greene dans Urgences (ER)
  - Hector Elizondo pour le rôle de Phillip Watters dans La Vie à tout prix (Chicago Hope)
  - Dennis Franz pour le rôle d'Andy Sipowicz dans New York Police Blues (NYPD Blue)

#### Meilleure actrice dans une série télévisée dramatique
- Christine Lahti pour le rôle de Kathryn Austin dans La Vie à tout prix (Chicago Hope)
  - Gillian Anderson pour le rôle de Dana Scully dans X-Files : Aux frontières du réel (X-Files)
  - Kim Delaney pour le rôle de Diane Russell dans New York Police Blues (NYPD Blue)
  - Julianna Margulies pour le rôle de Carol Hathaway dans Urgences (ER)
  - Kimberly Williams pour le rôle d'Isabel Lukens dans Relativity

#### Meilleur acteur dans une série télévisée musicale ou comique
- John Lithgow pour le rôle de Dick Solomon dans Troisième planète après le Soleil (3rd Rock from the Sun)
  - Michael J. Fox pour le rôle de Mike Flaherty dans Spin City
  - Michael Richards pour le rôle de Cosmo Kramer dans Seinfeld
  - Garry Shandling pour le rôle de Larry Sanders dans The Larry Sanders Show
  - Rip Torn pour le rôle d'Arthur dans The Larry Sanders Show

#### Meilleure actrice dans une série télévisée musicale ou comique
- Jane Curtin pour le rôle de Mary Albright, dans Troisième planète après le Soleil (3rd Rock from the Sun)
  - Fran Drescher pour le rôle de Fran Fine dans Une nounou d'enfer (The Nanny)
  - Helen Hunt pour le rôle de Jamie Stemple Buchman dans Dingue de toi (Mad About You)
  - Cybill Shepherd pour le rôle de Cybill Sheridan dans Cybill
  - Lea Thompson pour le rôle de Caroline Duffy dans Caroline in the City

#### Meilleur acteur dans une mini-série ou un téléfilm
- Alan Rickman pour le rôle de Grigori Raspoutine dans Raspoutine (Rasputin: Dark Servant of Destiny)
  - Beau Bridges pour le rôle de Bill Januson dans L'Amérique aux deux visages (Hidden in America)
  - Ted Danson pour le rôle de Gulliver dans Le Voyage de Gulliver (Gulliver's Travels)
  - Eric Roberts pour le rôle de Perry Smith dans Coup de sang (In Cold Blood)
  - James Woods pour le rôle de Temple Rayburn dans The Summer of Ben Tyler (en)

#### Meilleure actrice dans une mini-série ou un téléfilm
- Helen Mirren pour le rôle de Jane Tennison dans Suspect numéro 1 (Prime Suspect)
  - Kirstie Alley pour le rôle de Marty Doyle dans Suddenly
  - Lolita Davidovich pour le rôle de Sally Russell dans Harvest on Fire
  - Laura Dern pour le rôle de Vicki Weaver dans The Siege at Ruby Ridge
  - Jena Malone pour le rôle de Willa Januson dans L'Amérique aux deux visages (Hidden in America)

#### Meilleur acteur dans un second rôle
- Stanley Tucci pour le rôle de Richard Cross dans Murder One
  - Brian Dennehy pour le rôle de Gerald Bradley dans A Season in Purgatory (en)
  - Ian McKellen pour le rôle du tsar Nicolas II dans Raspoutine (Rasputin: Dark Servant of Destiny)
  - Anthony Quinn pour le rôle d'Aniello Dellacroce dans Gotti
  - Treat Williams pour le rôle de Michael Ovitz dans The Late Shift (en)

#### Meilleure actrice dans un second rôle
- Kathy Bates pour le rôle de Helen Kushnick dans The Late Shift (en)
  - Cher pour le rôle du Dr Beth Thompson dans If These Walls Could Talk
  - Gail O'Grady pour le rôle de Donna Abandando dans New York Police Blues (NYPD Blue)
  - Greta Scacchi pour le rôle de la tsarine Alexandra dans Raspoutine (Rasputin: Dark Servant of Destiny)
  - Alfre Woodard pour le rôle de la reine de Brobdingnag dans Les Voyages de Gulliver (Gulliver's Travels)

### Récompenses spéciales
Révélation de l'année
- Arie Verveen (en) dans Caught

Mary Pickford Award
- Rod Steiger

## Récompenses et nominations multiples

### Nominations multiples
Cinéma
9 : Le Patient anglais
6 : Fargo
5 : Shine
4 : Mars Attacks!, Hamlet, Roméo + Juliette, Moll Flanders, ou les mémoires d'une courtisane
3 : Trainspotting, Secrets et mensonges, Breaking the Waves, La Chasse aux sorcières, Jerry Maguire, Evita, Tout le monde dit I love you
2 : Larry Flynt, Independence Day
Télévision

### Récompenses multiples
Cinéma
3 / 9 : Le Patient anglais
3 / 6 : Fargo
3 / 3 : Evita
2 / 5 : Shine
2 / 3 : Jerry Maguire
2 / 2 : Larry Flynt, Independence Day
Télévision